# Waldenhausen
Waldenhausen ist eine Ortschaft der Großen Kreisstadt Wertheim im baden-württembergischen Main-Tauber-Kreis im Regierungsbezirk Stuttgart.

## Geographie

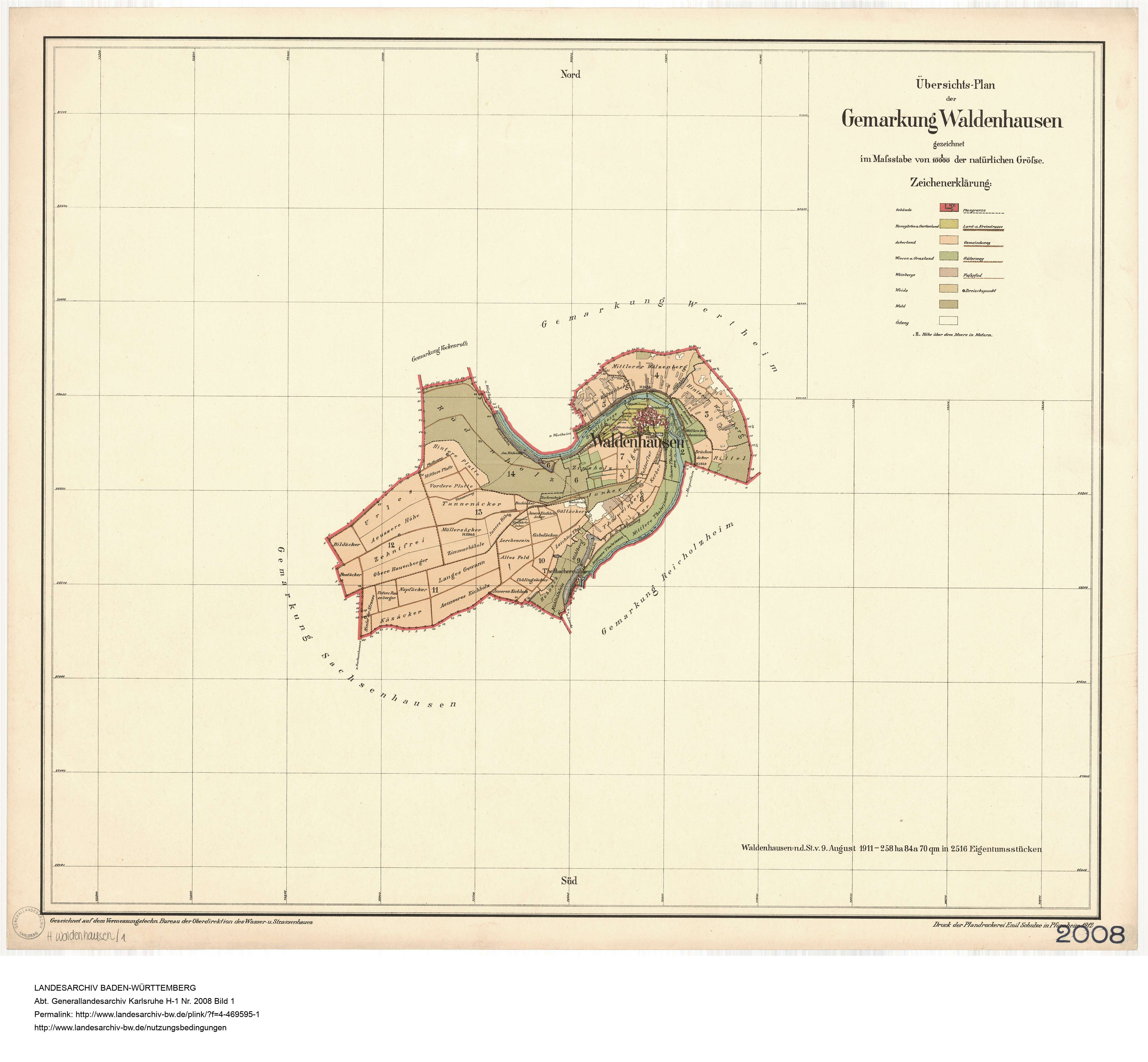
Gemarkung von Waldenhausen, 1912

### Geographische Lage
Das namengebende Dorf Waldenhausen, auf dessen Gemarkung sich neben dem Dorf Waldenhausen (⊙) als einziger weiterer Siedlungsplatz noch der nördliche Teil der Teilbacher Mühle  (⊙) befindet, liegt in einer Talschlinge der unteren Tauber auf Höhen um 151 m ü. NHN auf der linken Flussseite am Ufer und mit neueren Siedlungsgebieten auf dem mittleren Gleithang bis auf rund 185 m ü. NHN. Eine Straßenbrücke auf 145 m ü. NHN verbindet es mit der Landesstraße 506 am rechten Flussufer, über der nur noch der Talhang Walzenberg zur Gemarkung zählt, während sich diese auf der linken Talseite noch weit auf die Hochebene bis an den Ortsrand von Sachsenhausen erstreckt. Auf dieser Talseite schneidet wenig südwestlich der Ortslage der sogenannte Reicholzheimer Tunnel der dem Flusslauf folgenden Bahnstrecke Lauda–Wertheim den Mäander ab.

### Nachbargemarkungen
Nachbargemarkungen sind Wertheim im Norden, Reicholzheim im Südosten und Sachsenhausen im Süden und Westen.

### Natur und Landschaft
Die Gemarkung ist begrenzt durch die Taleinschnitte des Teilbachs im Süden und des die Leberklinge durchfließenden, auch Spitalgraben genannten Dellengrabens im Nordwesten; diese Gewässer selbst liegen beide schon etwas außerhalb. Neben der Tauber ist deshalb das einzige dauerhafte Gewässer darin der kurze Kraftwerkskanal der Teilbacher Mühle beim mit dem Nachbarort Reicholzheim geteilten Siedlungsplatz, der dort an einem Wehr von der Tauber abzweigt.
Einige Äcker liegen in der Talaue der Tauber, die meisten jedoch links auf der Hochebene. Wiesenflächen hat der Ort fast keine. Der Walzenberg gegenüber von Waldenhausen ist ein südwest- bis südostexponierter ehemaliger Weinberghang mit sich übereinander staffelnden Trockenmauern, der heute mit abwärts ziehenden Baumreihen und Hecken überwachsen ist. Eine weitere und kleinere solche ehemalige Weinbergfläche liegt am Mühlberg südwestlich der Ortslage. Auf den übrigen Talhängen und an den beiden Klingeneinschnitten steht Wald.

## Geschichte
Waldenhausen besitzt eine Wehrkirche aus dem 12. Jahrhundert.
Waldenhausen war eine eigenständige Gemeinde im Landkreis Tauberbischofsheim bis zur Eingemeindung nach Wertheim am 1. Januar 1972. Seit dem 1. Januar 1973 gehört Waldenhausen zum Main-Tauber-Kreis. Am 31. Dezember 2022 hatte Waldenhausen 407 Einwohner.

## Religion
Waldenhausen ist seit der Reformation protestantisch geprägt. Die romanisch-gotische Wehrkirche mit Kirchhofmauer gehört zum Kirchenbezirk Wertheim der evangelisch-unierten Landeskirche in Baden. Das ursprüngliche Patrozinium lautet St. Peter und St. Antonius (frühchristlicher Märtyrer). Die in Waldenhausen lebenden Katholiken gehören aktuell zur Pfarrgemeinde St. Georg der Wertheimer Ortschaft Reicholzheim (Dekanat Tauberbischofsheim).
Der älteste Teil der Waldenhausener Kirche stammt aus dem 12. Jahrhundert. Erstmals urkundlich erwähnt wurde das Gotteshaus jedoch erst im 14. Jahrhundert. Im Jahr 1317 wurde auf Bitten des Waldenhausener Patronatsherrn, des Grafen Rudolf von Wertheim, die Kapelle in Waldenhausen von der Mutterkirche in Reicholzheim getrennt und zum selbständigen Pfarrsitz erhoben. Nach der durch das Wertheimer Grafenhaus eingeführten Reformation gehörte Waldenhausen ab dem Jahr 1558 wieder zur Pfarrei Reicholzheim. Nachdem Reicholzheim rekatholisiert worden war, wurde die Waldenhausener Kirche ab dem Jahr 1674 durch den Konrektor des Wertheimer Gymnasiums betreut. Der ursprünglich romanische Chorturm wurde um einen späteren Fachwerkaufsatz erhöht und das Schiff erfuhr eine gotische Einwölbung. Ein aus dem 18. Jahrhundert stammendes späteres Kirchenschiff wurde im Jahr 1968 abgebrochen und durch ein erweitertes und höheres mit offenem Dachstuhl in historisierenden Formen ersetzt.

Evangelische Kirche, vor der Reformation katholische Kirche St. Peter und St. Antonius, Waldenhausen
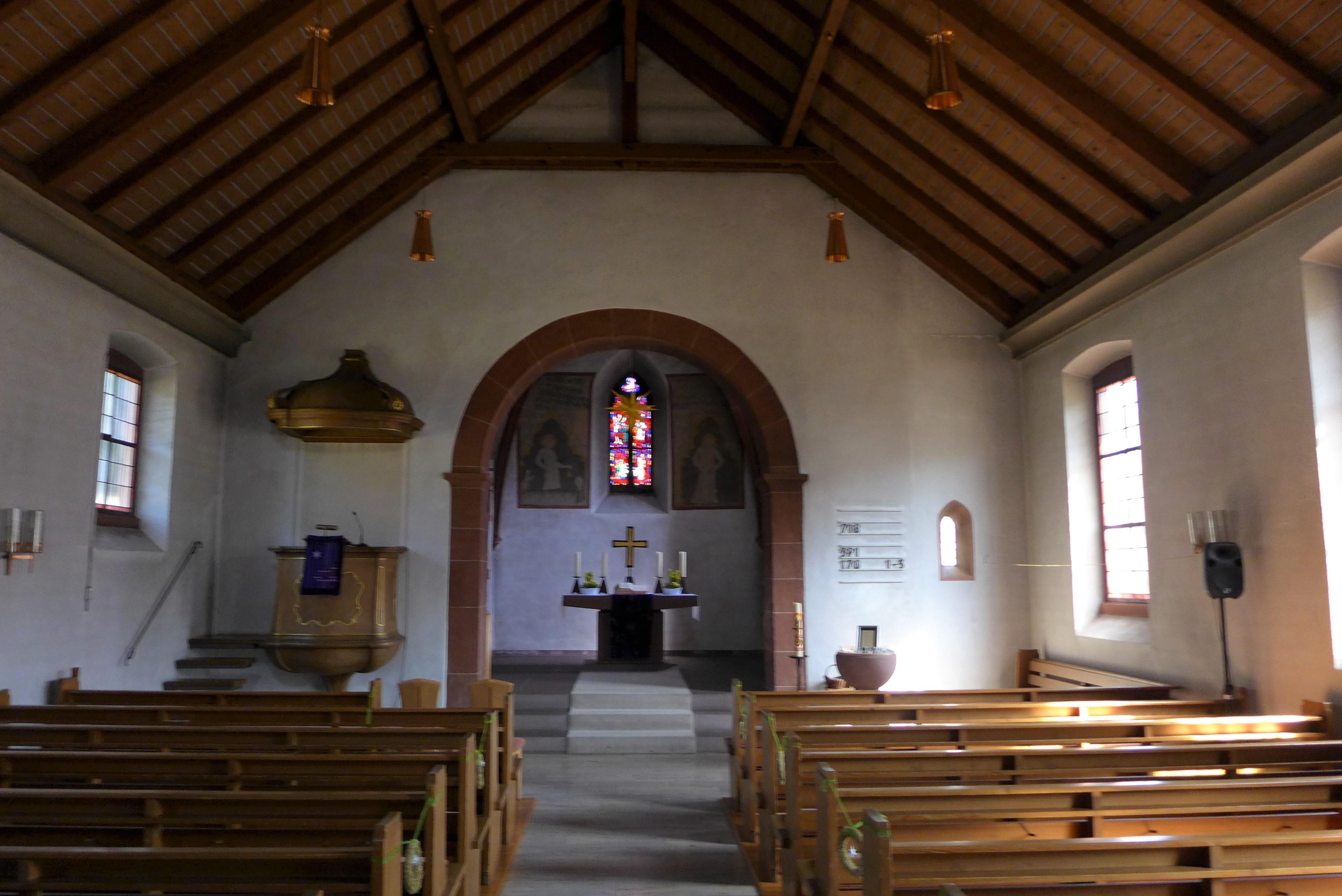
Kircheninneres mit Blick zur Apsis
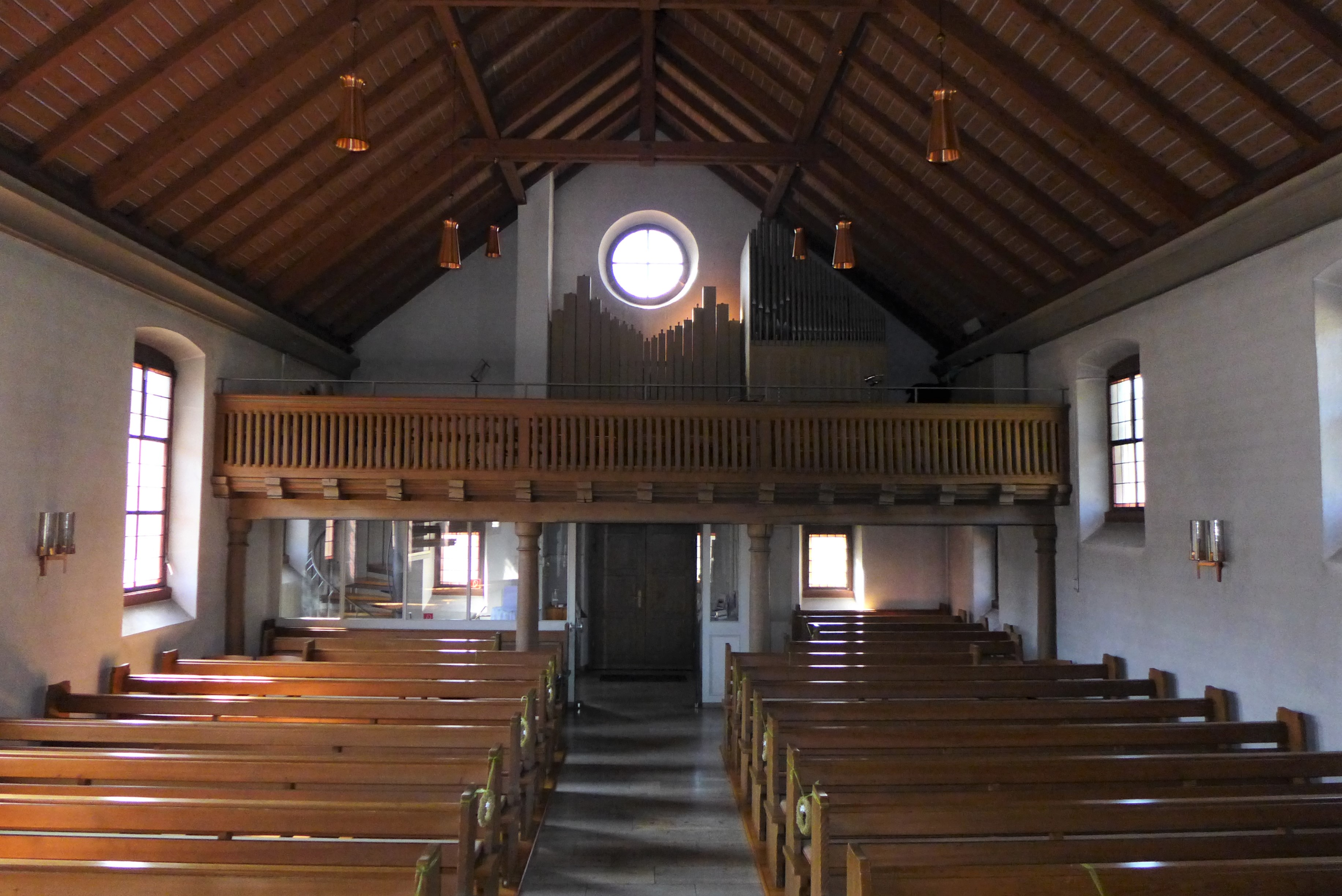
Kircheninneres mit Blick zur Orgelempore
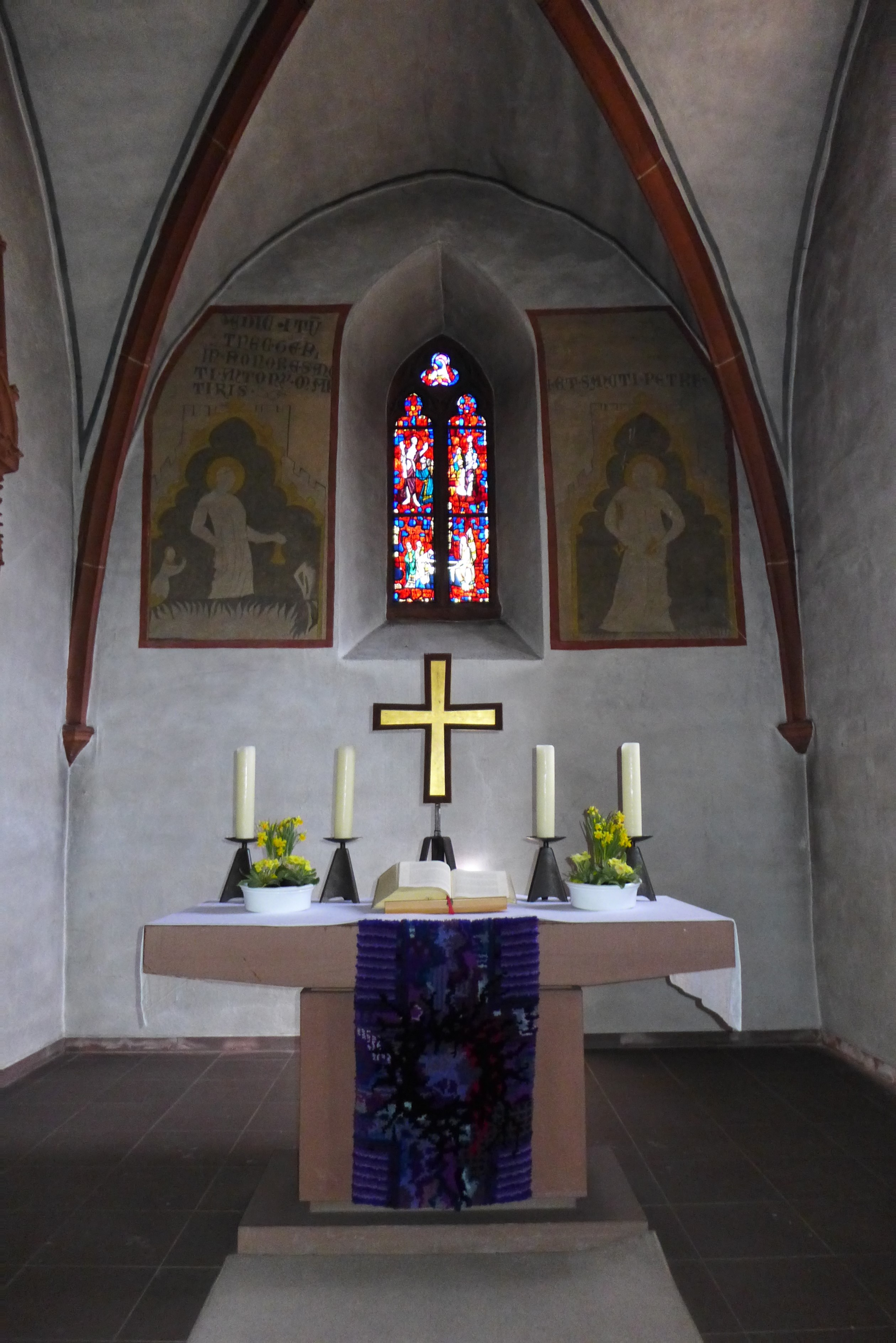
Apsis mit Gemälden der Kirchenpatrone Petrus und Antonius
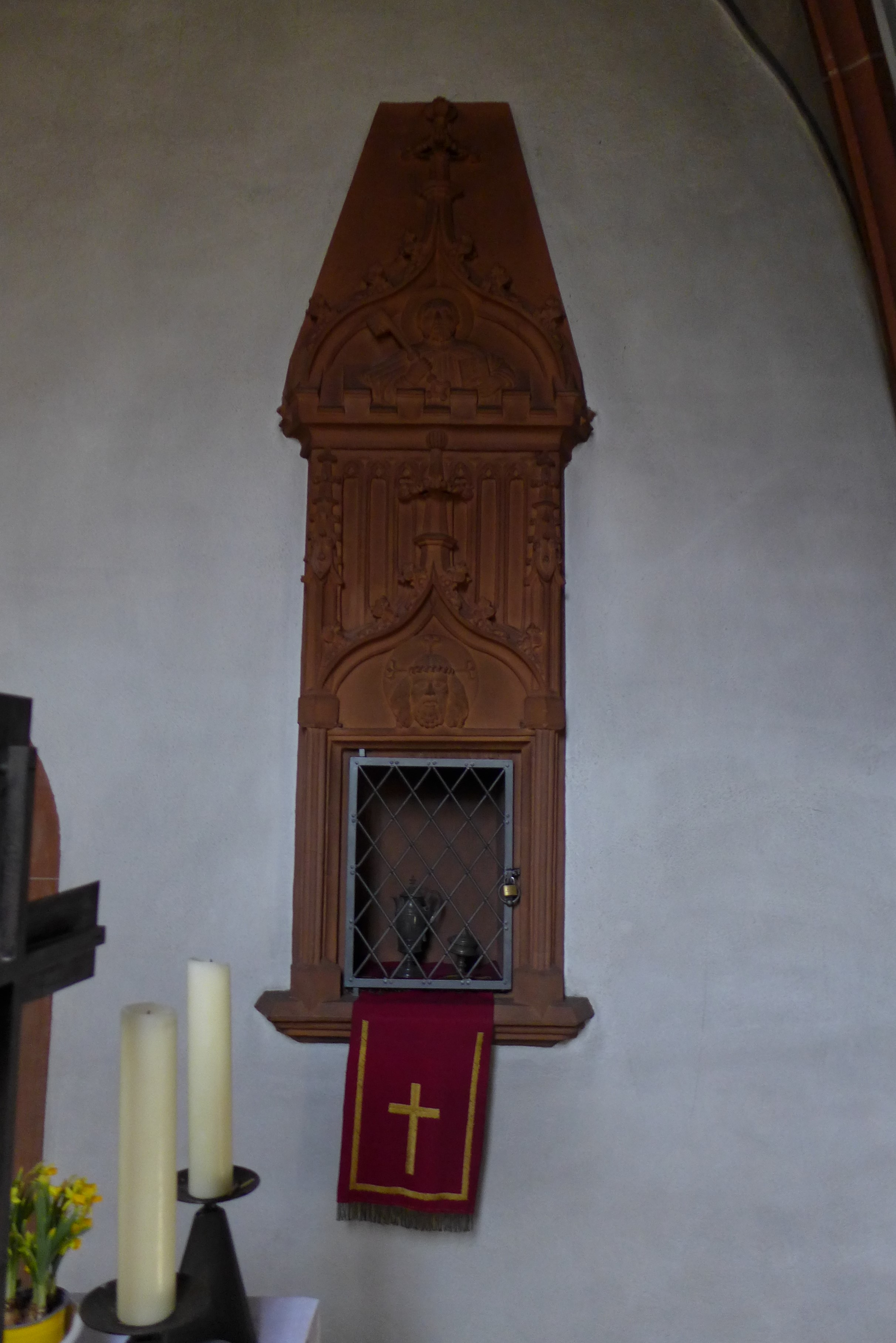
Sakramentshäuschen in der Apsis
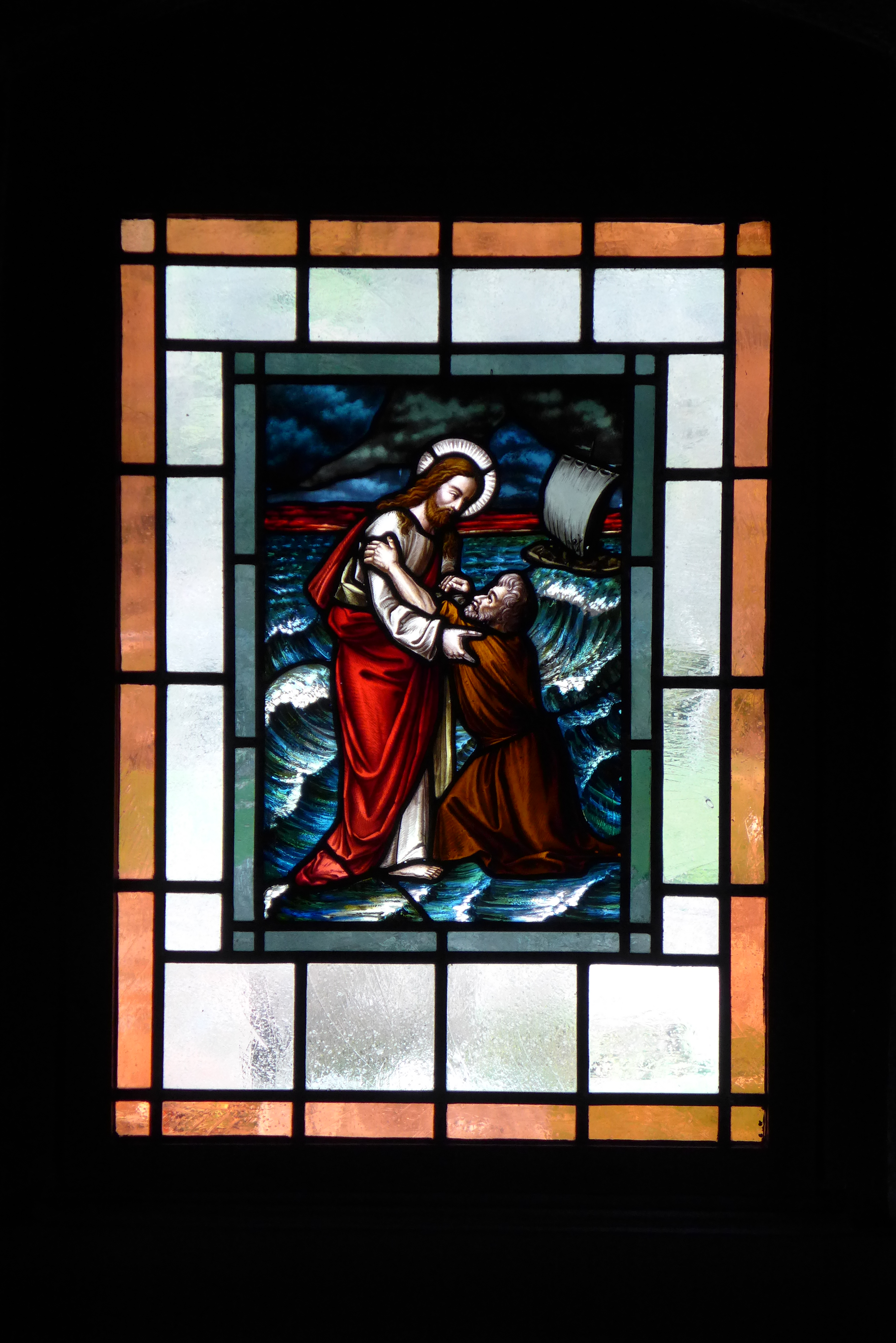
Kirchenfenster „Petri Seewandel“

## Politik
Der Ortschaftsrat Waldenhausen besteht aus dem Ortsvorsteher Gerrit Lang und drei Mitgliedern des Ausschusses.

## Kultur und Sehenswürdigkeiten

### Rad- und Wanderwege
Waldenhausen liegt am Taubertalradweg. Der dritte Wanderweg im Lieblichen Taubertal (LT 3) mit der Bezeichnung „Wein und Glaube“ führt von Wertheim über Waldenhausen und Reicholzheim bis nach Bronnbach zum dortigen Kloster. Die Rückkehr wird über die Bahnstrecke vom Bahnhof Bronnbach (Tauber) bis zum Bahnhof Wertheim empfohlen.